# Ciutadilla
Ciutadilla é um município da Espanha na comarca de Urgel, província de Lérida, comunidade autónoma da Catalunha. Tem 17 km² de área e em 2021 tinha 202 habitantes (densidade: 11,9 hab./km²).

## Demografia
| Variação demográfica do município entre 1991 e 2004 | Variação demográfica do município entre 1991 e 2004 | Variação demográfica do município entre 1991 e 2004 | Variação demográfica do município entre 1991 e 2004 |
| --------------------------------------------------- | --------------------------------------------------- | --------------------------------------------------- | --------------------------------------------------- |
| 1991                                                | 1996                                                | 2001                                                | 2004                                                |
| 230                                                 | 218                                                 | 220                                                 | 245                                                 |